# Шишаки (моллюски)
Шишаки, кассисы или шлемовидки (шлемницы, каски; лат. Cassis) — род морских брюхоногих моллюсков семейства Cassidae. Название рода в переводе с латыни означает «шлем».

## Описание
Раковина толстая, яйцевидная с коротким завитком и очень крупным последним оборотом. Отверстие её узкое и длинное, с коротким каналом (клювом), загнутым на спину. Крышечка продолговатая, узкая, с боковым ядром. Нога широкая, сифон длинный. Выражено различие раковин самцов и самок. Раковины самцов имеют более развитые выросты, самок — крупнее и округлее. Радула состоит из одного срединного и с каждой стороны — одного бокового и двух краевых продольных рядов зубных пластинок по формуле 2.1.1.1.2. Кислый секрет слюнных желез содержит от 2,18 до 4,25 % свободной серной кислоты, а также различные органические кислоты.
Обитают на илистых и песчаных грунтах на небольшой глубине. Хищники. Основу рациона составляют преимущественно морские ежи и моллюски. Добычу сначала парализуют, впрыскивая яд, а затем рассверливают её покровы при помощи радулы.
Популярная группа среди коллекционеров раковин моллюсков. Крупные раковины очень часто используются как сувениры.

## Виды
- Cassis abbotti Bouchet, 1988
- Cassis cornuta (Linnaeus, 1758)
- Cassis fimbriata Quoy & Gaimard, 1833
- Cassis flammea (Linnaeus, 1758)
- Cassis kreipli Morrison, 2003
- Cassis madagascariensis Lamarck, 1822
- Cassis nana Tenison-Woods, 1879
- Cassis norai Prati Musetti, 1995
- Cassis patamakanthini Parth, 2000
- Cassis tessellata (Gmelin, 1791)
- Cassis tuberosa (Linnaeus, 1758)

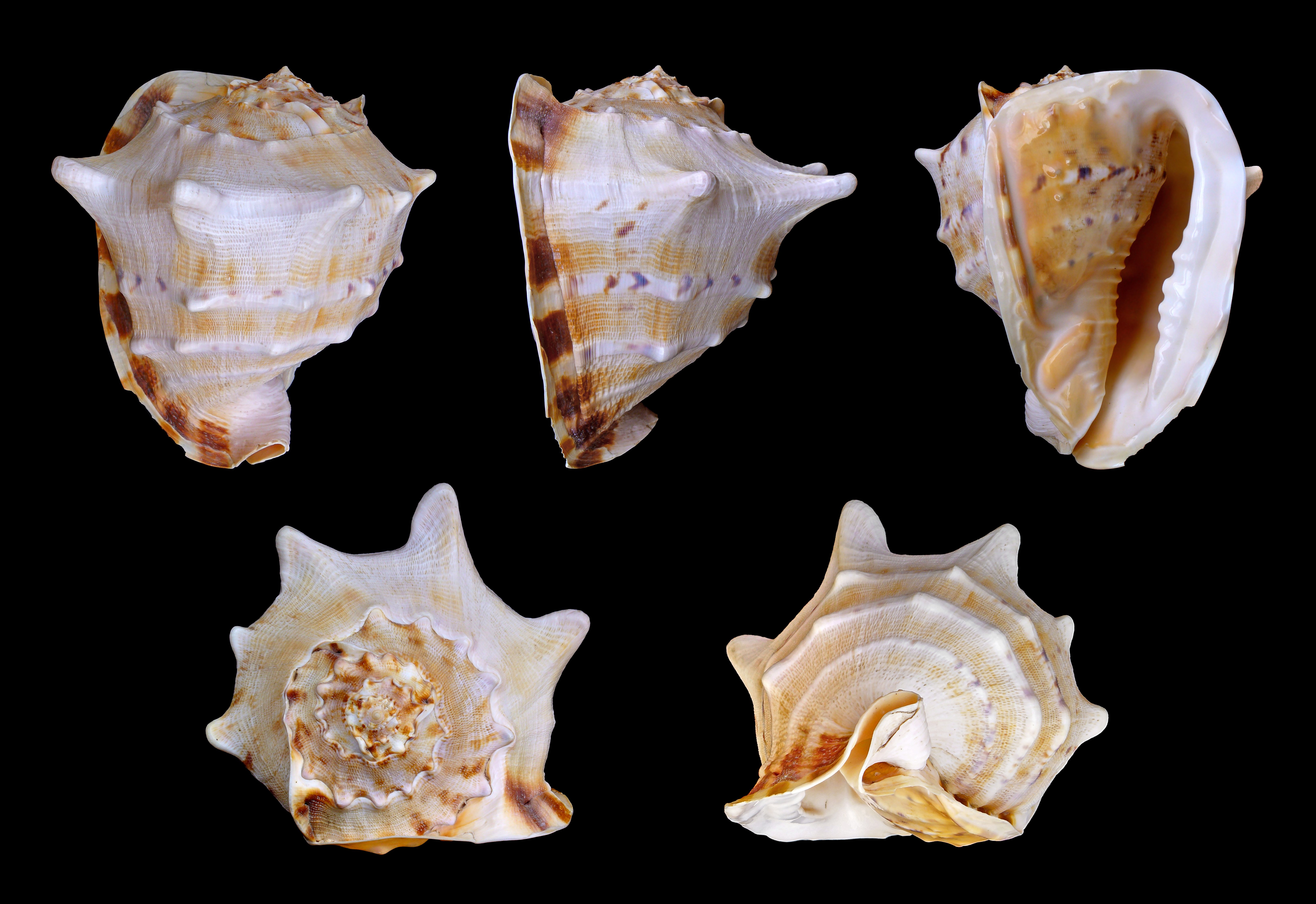
Cassis cornuta
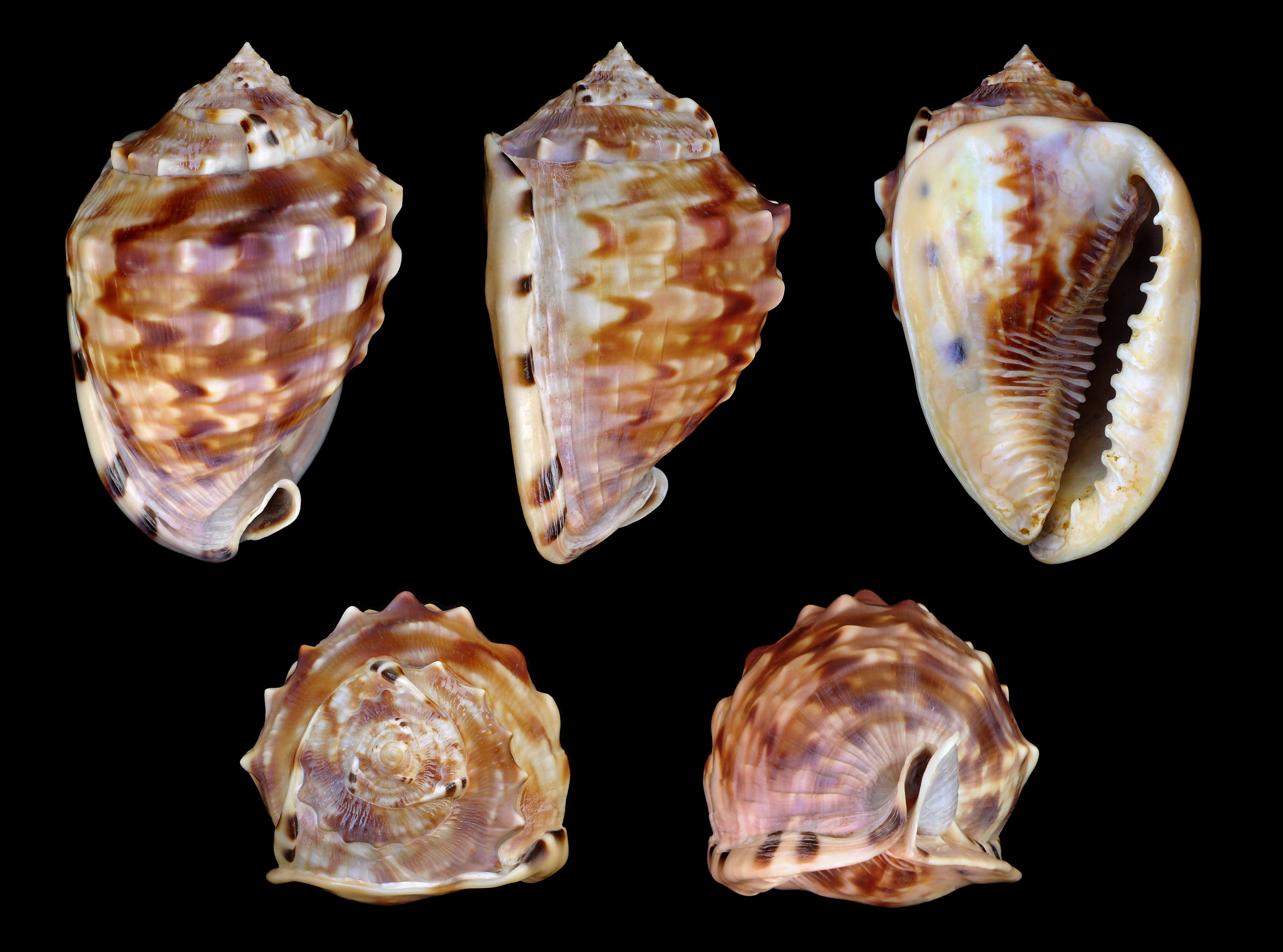
Cassis flammea
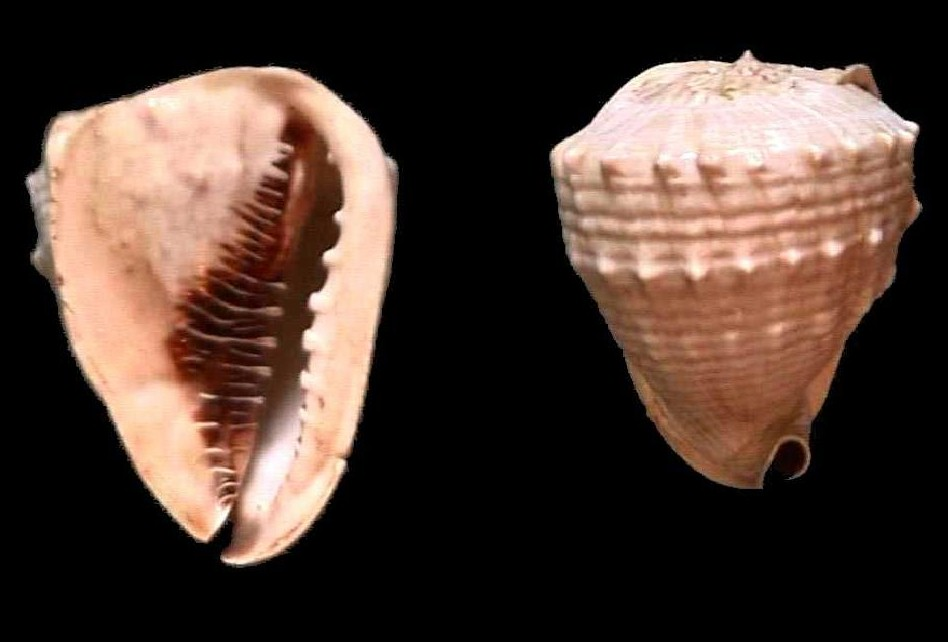
Cassis madagascariensis
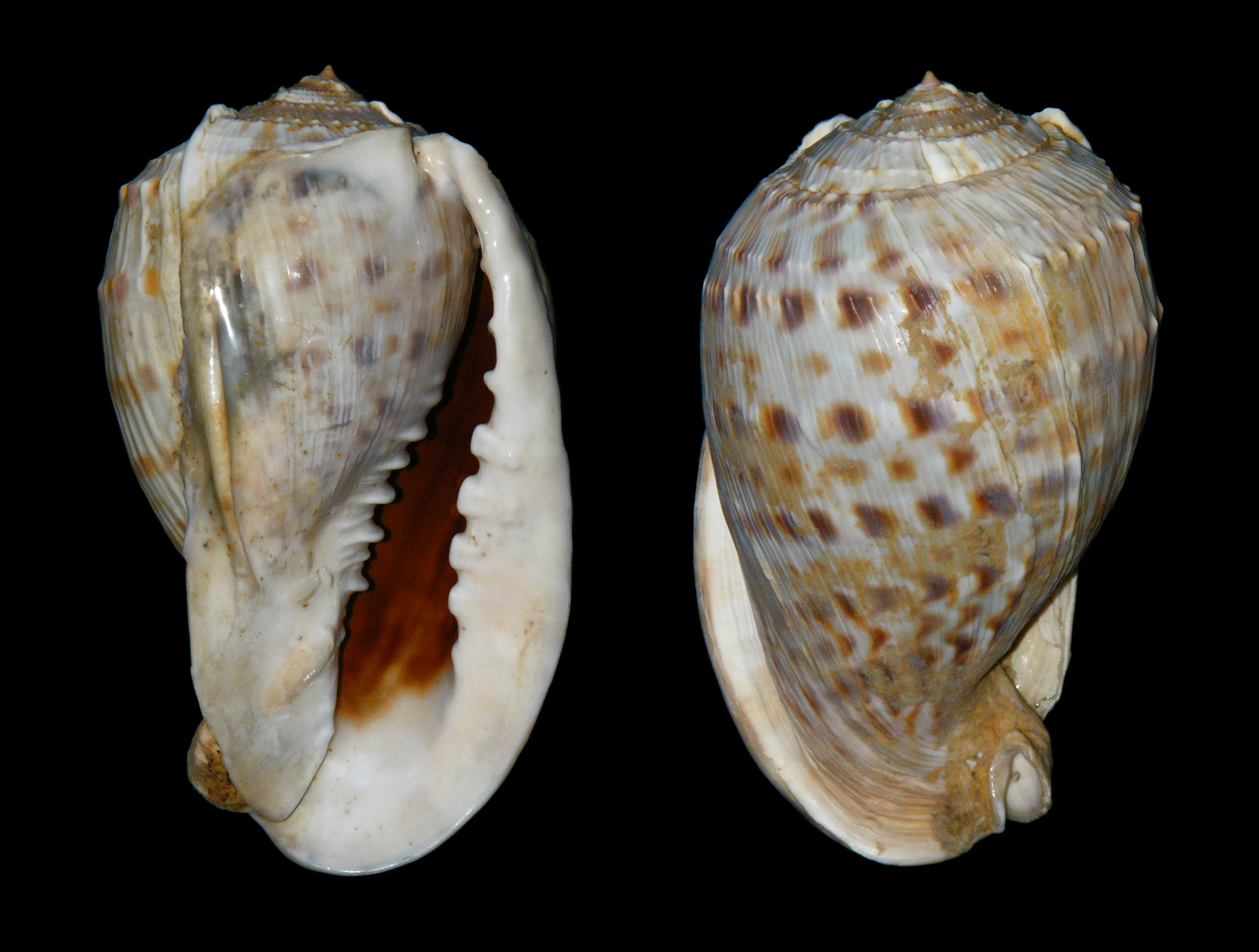
Cassis tessellata
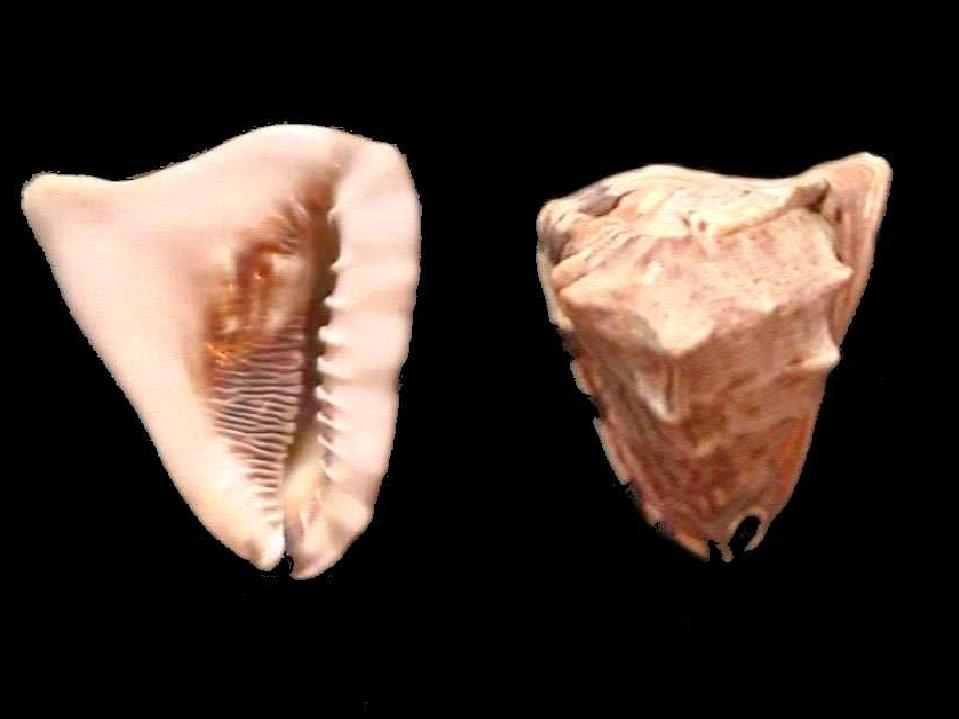
Cassis tuberosa